# Doha
Doha ou Doa (em árabe: الدوحة, lit. 'ad-Dawḥa ou ad-Dōḥa') é a capital e a cidade mais populosa do Emirado do Catar. Doha tem uma população de 956 457 habitantes na cidade em si, com uma população total próxima a 2,3 milhão. A cidade está localizada na costa do Golfo Pérsico, no leste do país. É a cidade que mais cresce no Catar, com mais de 50% da população do país vivendo em Doha ou nos arredores e é também o centro econômico do país.
Doha foi fundada na década de 1820 como uma vizinhança de Al Bidda. Foi declarada oficialmente como a capital do país em 1971, quando o Catar ganhou a independência e deixou de ser um Protetorado Britânico. Como capital comercial do Catar e um dos centros emergentes financeiros do Oriente Médio. Doha é considerada uma cidade mundial pela Rede de Pesquisa de Globalização e Cidades Mundiais. Doha acomoda a Cidade da Educação, uma área dedicada à pesquisa e educação.
A cidade foi anfitriã da primeira reunião ministerial das negociações da Rodada de Desenvolvimento de Doha da Organização Mundial do Comércio. Também foi escolhida como sede de uma série de eventos esportivos, incluindo os Jogos Asiáticos de 2006, os Jogos Pan-Arábicos de 2011 e a maioria dos jogos da Copa da Ásia de 2011. Em dezembro de 2011, o Conselho Mundial do Petróleo realizou a 20ª Conferência Mundial do Petróleo em Doha. Além disso, a cidade sediou as negociações climáticas das Nações Unidas sobre as Mudanças Climáticas em 2012 e sediou um grande número de locais para a Copa do Mundo FIFA de 2022.

## Etimologia
De acordo com o Ministério do Município e Meio Ambiente, o nome "Doha" originou-se do termo árabe "dohat", que significa "redondeza" - uma referência às baías arredondadas que cercam o litoral da área.

## História

### Estabelecimento de Al-Bida
A cidade de Doha foi formada a partir de outro assentamento local conhecido como Al-Bida. A mais antiga menção documentada de Al-Bida foi feita em 1681, pelo Convento Carmelita, em um relato que narra vários assentamentos no Catar. No registro, o governante e um forte nos confins de Al-Bida são aludidos. Carsten Niebuhr, um explorador alemão que visitou a Península Arábica, criou um dos primeiros mapas para descrever o assentamento em 1765, no qual ele o rotulou como "Guttur".

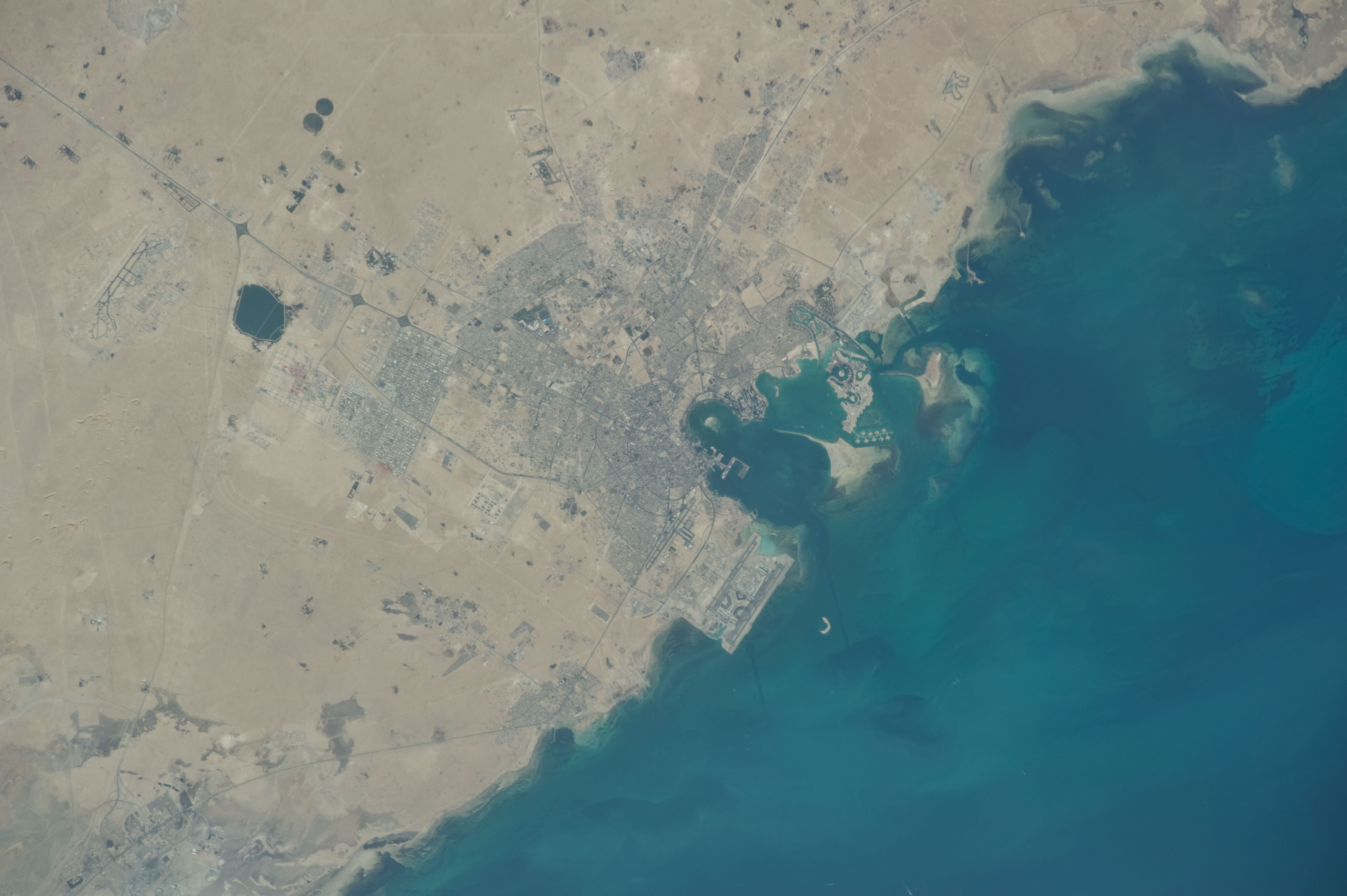
Visão de satélite de Doha, na costa leste do Catar. Doha desenvolveu-se na frente da água e gradualmente espalhou-se

David Seaton, um político britânico residente em Mascate, escreveu o primeiro registro em inglês de Al-Bida em 1801. Ele se refere à cidade como "Bedih" e descreve a geografia e as estruturas defensivas da área. Ele afirmou que a cidade havia sido recentemente colonizada pela tribo Sudane (Al-Suwaidi), a quem ele considerava piratas. Seaton tentou bombardear a cidade com seu navio de guerra, mas retornou a Mascate ao descobrir que as águas eram muito rasas para posicionar seu navio de guerra a pouca distância.
No século XIX, Doha era pouco mais que um pequeno vilarejo que ficou conhecido como Al Bida. Em 1820, o major Colebrook a descreveu assim:
Guttur – ou Ul Budee [Al-Bida], ainda que uma cidade considerável, é protegida por dois Ghurries na praça perto da costa do mar, mas que não contendo água doce, são incapazes de defesa a não ser contra as incursões repentinas de beduínos; outra Ghurry está situada duas milhas no interior e tem água fresca com ele.  Pode conter 200 homens. Existem ainda no Budee cerca de 250 homens, mas os habitantes originais, que pode‐se esperar que retornem do Bahrein, aumentá-lo‐ia para 900 ou 1 000 homens, e se a tribo Doasir, que frequenta o local como mergulhadores, mais uma vez estiver lá, 600–800 homens.
Em 1820, um acordo conhecido como o Tratado Marítimo Geral foi assinado entre a Companhia Britânica das Índias Orientais e os xeques de vários assentamentos do Golfo Pérsico (alguns dos quais foram mais tarde conhecidos como a Costa da Trégua). Reconheceu a autoridade britânica no Golfo Pérsico e procurou acabar com a pirataria e o tráfico de escravos. O Barém tornou-se parte do tratado e presumiu-se que o Catar, percebido como uma dependência do Barém pelos britânicos, também era parte dele. O Catar, no entanto, não foi convidado a usar a bandeira dos Estados da Trégua prescrita. Como punição por suposta pirataria cometida pelos habitantes de Al-Bida e quebra de tratado, uma embarcação da Companhia das Índias Orientais bombardeou a cidade em 1821. Eles arrasaram a cidade, forçando entre 300 e 400 nativos a fugir e temporariamente se abrigar nas ilhas entre o Catar e a Costa da Trégua.

### Formação de Doha
Doha foi fundada nas proximidades de Al-Bida em algum momento durante a década de 1820. Em janeiro de 1823, o residente político John MacLeod visitou Al-Bida para se encontrar com o governante e fundador inicial de Doha, Buhur bin Jubrun, que também era o chefe da tribo Al-Buainain. MacLeod observou que Al-Bida era o único porto comercial importante na península durante esse período. Após a fundação de Doha, registros escritos muitas vezes confundiam Al-Bida e Doha, devido à extrema proximidade dos dois assentamentos. Mais tarde naquele ano, o tenente Guy e o tenente Brucks mapearam e escreveram uma descrição dos dois assentamentos. Apesar de serem mapeados como duas entidades separadas, eles foram referidos sob o nome coletivo de Al-Bida na descrição escrita.
Em 1825, durante a guerra entre Catar e Barém, Doha foi severamente danificada e Abu Dhabi ajudou Bahrain.  Em 1882, construiu‐se a fortaleza Al Rayyan Al Wajbah, no sudoeste de Doha. No ano seguinte, Sheikh Qassim  liderou um exército do Catar à vitória contra os otomanos.  A cidade foi feita capital do protetorado britânico do Catar em 1916, e a nação se tornou independente em 1971.

### Chegada da Casa de Thani

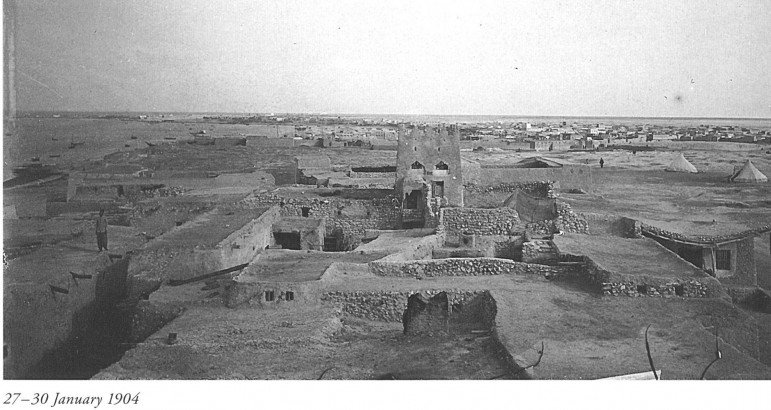
Vista de parte de Doha em janeiro de 1904. Com pouco desenvolvimento, o uso de materiais locais disponíveis, como terra batida e folhas de palmeira, era uma prática comum

Em algum momento após a destruição causada na guerra com o Barém, a família Al Thani passou de Fuwairet a Al-Bida; quando o residente britânico visitou a aldeia descobriu que Sahikh Mohammed Al Thani agora era chefe de Doha e a localidade era agora uma aldeia perto de Al-Bida, e entre Al-Bida e Doha havia apenas 400 metros. Foram atacados de novo pelo Barém em 1867, auxiliado por Abu Dhabi. Doha e Al Wakra tentaram retaliar em uma batalha marítima muito sangrenta.

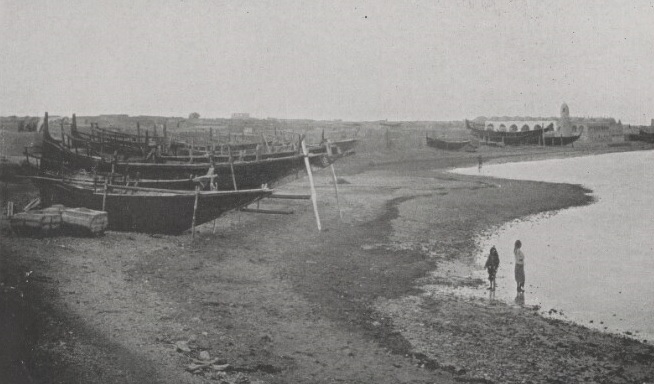
A costa da cidade em 1904 destaca, em grande parte, a comunidade local baseada na pesca e cultivo de pérolas

Os britânicos, que queriam evitar a ruptura do comércio e estavam furiosos que os califas do Bahrein haviam quebrado um tratado proibindo a guerra marítima na área, chegaram ao Catar e foram recebidos pelo chefe dos Al Bida, Mohamad Bin Sahikh Thani, em nome de "todos os xeques e tribos" na península. Esta reunião foi, eventualmente, levar o Catar se tornar um Estado-nação sob os Al Thanis. Por um tempo os otomanos tiveram um controle nominal do país, com base em Doha, com a aquiescência de Qassim Al Thani, que desejava consolidar seu controle sobre a área. No entanto, divergências sobre tributos e ingerência nos assuntos internos eventualmente levaram a uma batalha em 1893. Os otomanos foram derrotados e se retiraram para a sua pequena fortaleza, no centro de Doha, onde permaneceram até que finalmente saíram durante a Grande guerra. Em parte, como resultado da partida dos otomanos, Catar foi feita um protetorado britânico formalmente em 1916, com Doha como sua capital.

### Século XX

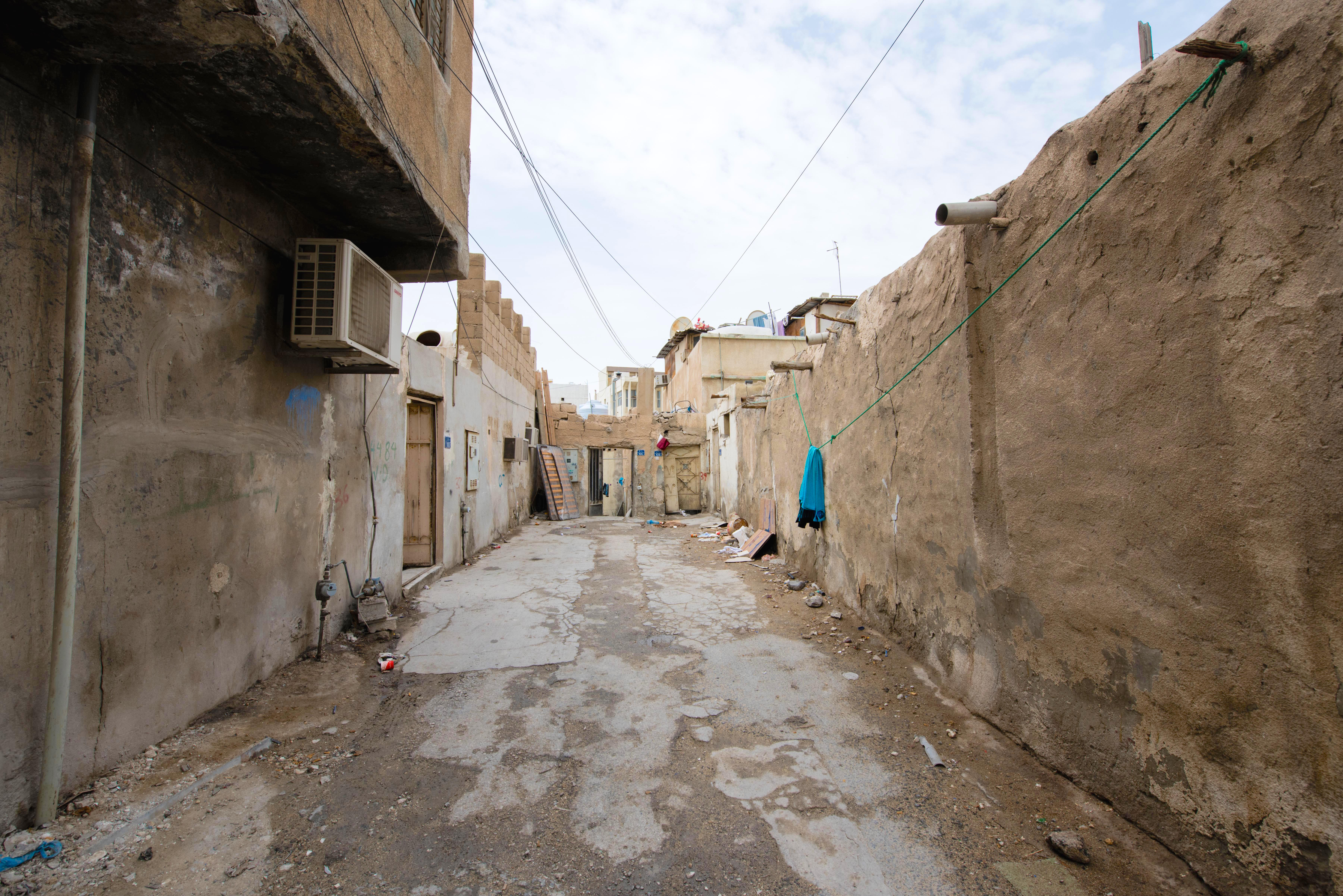
Um distrito antigo em Doha, planejado com ruas estreitas e paredes rebocadas, lembra o passado da cidade

Em 1917 a fortaleza Al Kout, no centro da cidade, foi construído pelo Xeque Abdulla Bin Qassim Al-Thani. No início do século XX, grande parte da economia do Catar dependia da pesca e pérolas, e Doha tinha cerca de 350 barcos de pérolas. No entanto, após a introdução das pérolas cultivadas japonesas na década de 1930, toda a região, incluindo a cidade de Doha, sofreu uma grande depressão e o Catar mergulhou na pobreza. Isso durou até o final de 1930, quando o petróleo foi descoberto. No entanto, a exploração e exportação foi interrompida devido à Segunda Guerra Mundial. Hoje, a nação produz mais de 800 mil barris de petróleo por dia. Em 1969, a Casa do Governo foi aberta; hoje, é considerada o marco mais importante do Catar.

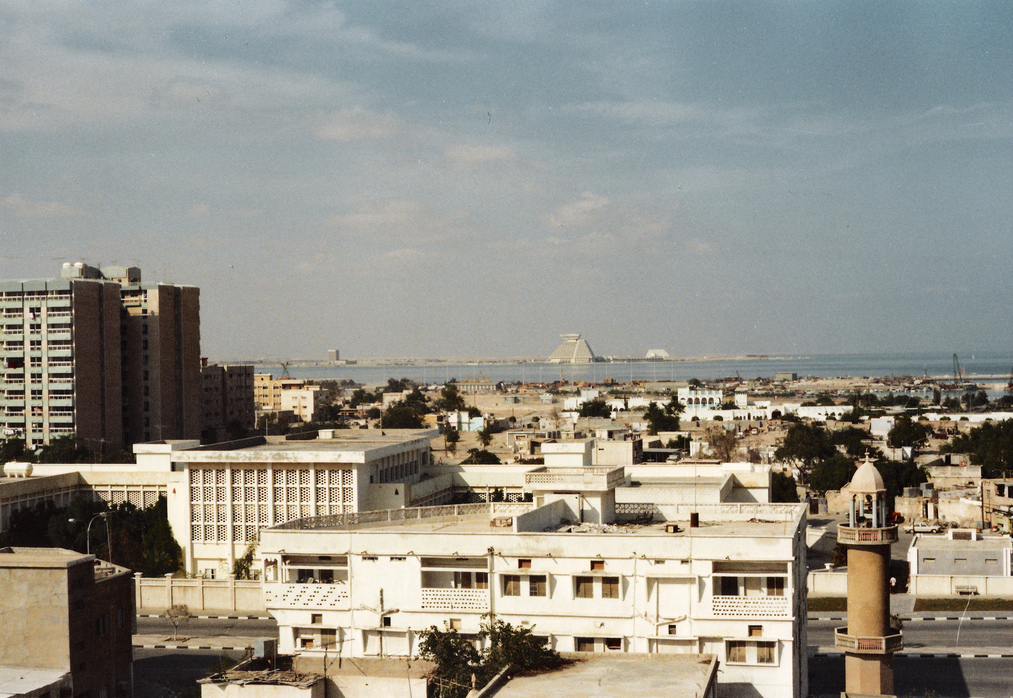
Vista de Doha na década de 1980 mostrando o hotel Sheraton, Westbay (prédio em forma de pirâmide ao fundo) sem nenhum dos arranha-céus ao redor

Edifícios na época eram casas simples de um ou dois quartos, construídas de pedra, lama e coral. No entanto, os emires do Catar não demoraram a explorar a riqueza recém-descoberta e áreas de bairros de lata foram rapidamente derrubadas e substituídas por prédios modernos. Como com outros países na região, nesta corrida para a modernização tanto do património do país foi perdido e em Doha agora há apenas uma torre eólica como único remanescente. O espantoso desenvolvimento de Doha e mudança na forma da baía, pode ser visto até hoje no Museu Nacional do Catar. Doha foi uma porta de alguma importância local, no entanto, as águas rasas da baía impediam navios maiores de entrar no porto até a década de 1970, quando o seu porto de águas profundas foi concluída. Mais alterações seguiram com recuperação de terras extensas, o que levou à baía em forma de crescente que podemos ver hoje.

### Pós-independência
O Catar declarou oficialmente sua independência em 1971, com Doha como sua capital. Em 1973, a Universidade do Catar foi aberta por decreto emiri e em 1975 o Museu Nacional do Catar foi inaugurado no que era originalmente o palácio do governante. Durante a década de 1970, todos os bairros antigos de Doha foram arrasados e os habitantes mudaram-se para novos empreendimentos suburbanos, como Al Rayyan, Madinat Khalifa e Al Gharafa. A população da área metropolitana cresceu de 89 000 na década de 1970 para 434 000 em 1997. Além disso, as políticas fundiárias resultaram em uma área total de mais de 7 100 hectares em 1995, um aumento em relação aos 130 hectares em meados do século XX.

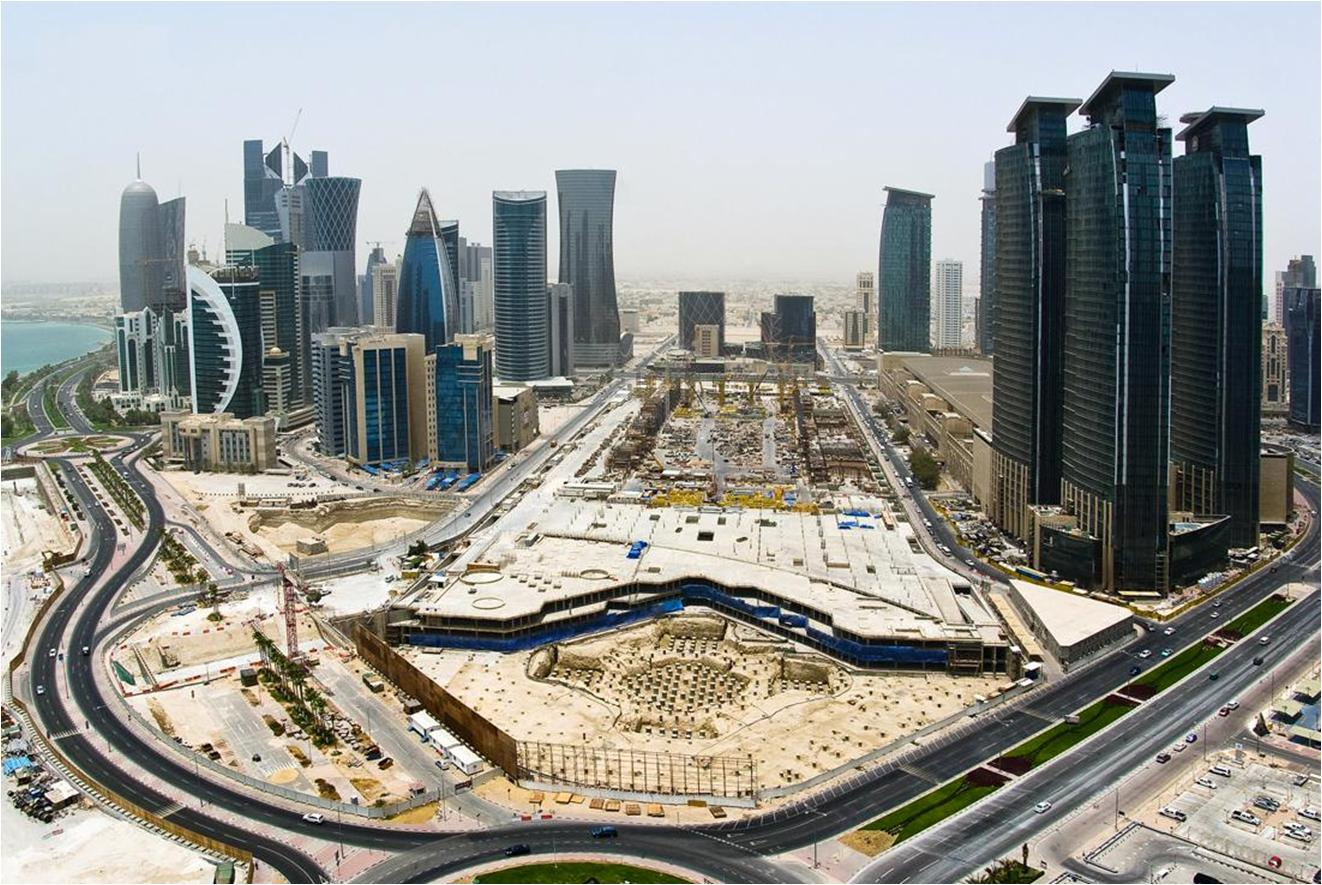
Urbanização do distrito de West Bay, em Doha

Em 1983, um hotel e centro de conferências foram desenvolvidos no extremo norte do Corniche. A estrutura do hotel Sheraton de 15 andares neste centro serviria como a estrutura mais alta em Doha até os anos 90. Em 1993, o Aberto do Catar se tornou o primeiro grande evento esportivo a ser realizado na cidade. Dois anos depois, o Catar foi sede do Campeonato Mundial da Juventude da FIFA, com todos os jogos sendo disputados em estádios baseados em Doha.
O canal de notícias árabe Al Jazira começou a transmitir a partir de Doha em 1996. No final da década de 1990, o governo planejou a construção da Cidade da Educação, um complexo de 2 500 hectares com sede em Doha, principalmente para instituições de ensino. Desde o início do século XXI, Doha alcançou significativa atenção da mídia devido à realização de vários eventos globais e à inauguração de vários megaprojetos arquitetônicos. Um dos maiores projetos lançados pelo governo foi o The Pearl-Qatar, uma ilha artificial na costa de West Bay, que lançou seu primeiro distrito em 2004. Em 2006, Doha foi escolhida para sediar os Jogos Asiáticos, levando ao desenvolvimento de um complexo esportivo de 250 hectares conhecido como Aspire Zone. Durante esse período, novas atrações culturais foram construídas na cidade, com as mais antigas sendo restauradas. Em 2006, o governo lançou um programa de restauração para preservar a identidade arquitetônica e histórica do Souq Waqif. Peças construídas após a década de 1950 foram demolidas, enquanto estruturas antigas foram reformadas. A restauração foi concluída em 2008. Vila Cultural Katara foi inaugurada na cidade em 2010 e já sediou o Festival de Cinema de Doha Tribeca desde então. No mesmo ano, foi inaugurado o campus da melhor escola de negócios da Europa, a HEC Paris in Qatar.

## Geografia

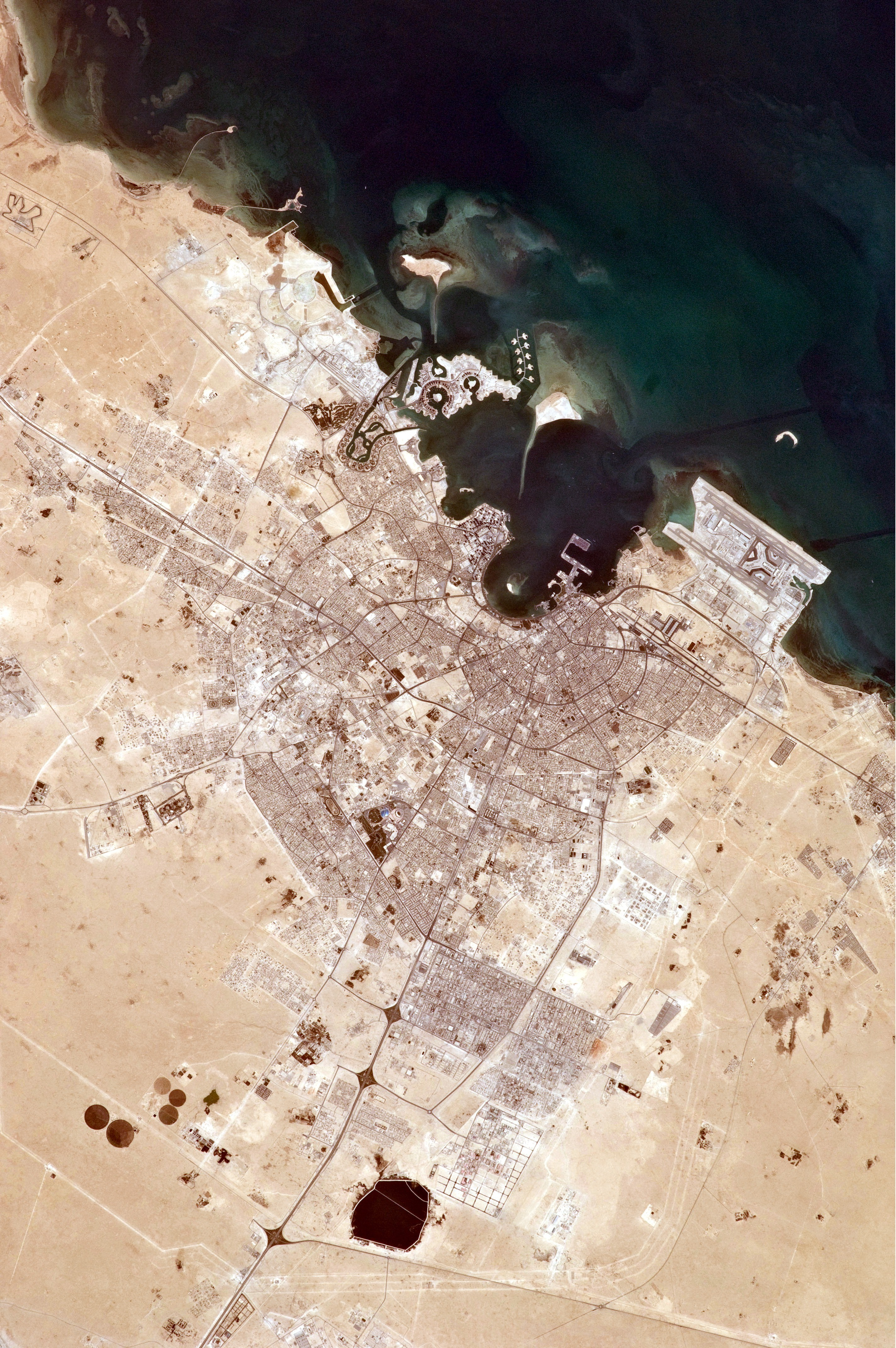
Vista de Doha da Estação Espacial Internacional, em 2010

Doha é uma cidade altamente urbanizada, localizada na porção centro-leste do Catar, limitada pelo Golfo Pérsico em sua costa e com uma elevação de 10 m acima do nível do mar. O aterramento marítimo ao largo da costa acrescentou 400 hectares de terra e 30 km de costa. Metade dos 22 km² de área de superfície em que o Aeroporto Internacional de Hamad foi construído era terra reclamada ao mar. A geologia de Doha é composta principalmente de discordância intemperizada no topo do período Eoceno da Formação Dammam, formando calcário dolomita.

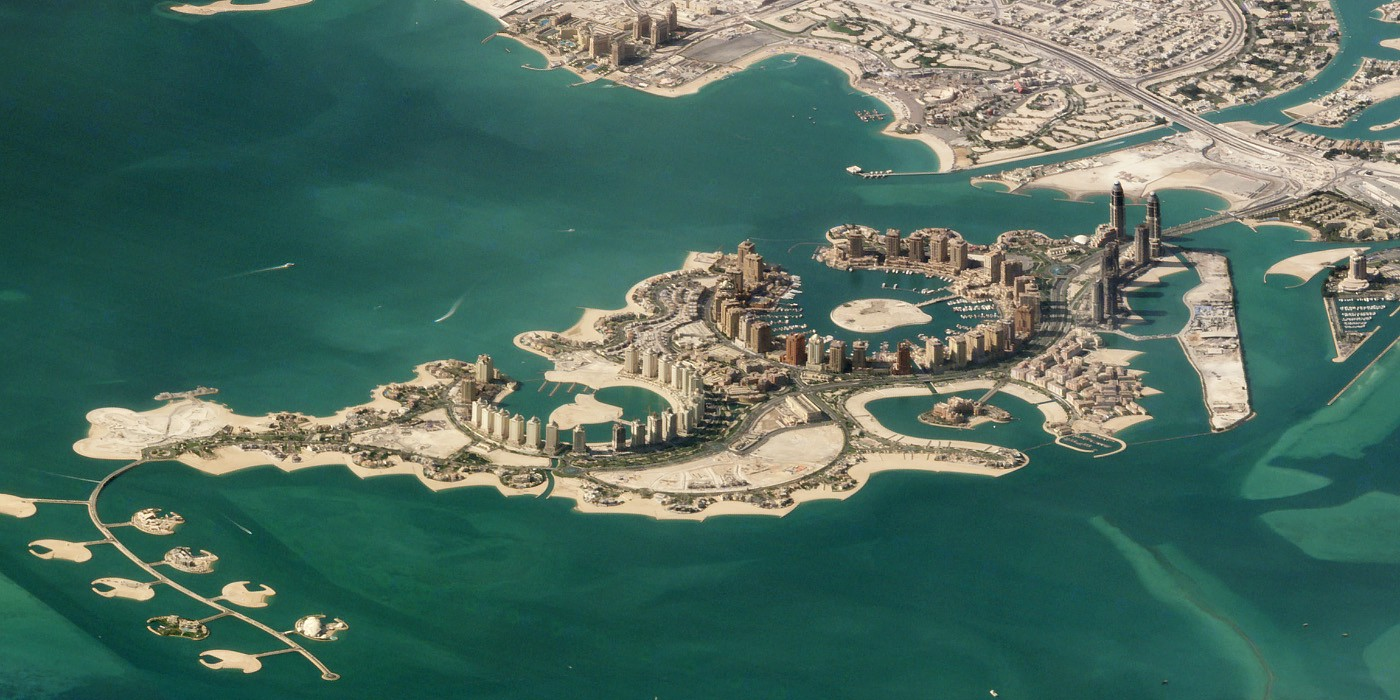
A Pérola (The Pearl) é uma ilha artificial construída na costa de Doha

A Pérola é uma ilha artificial em Doha com uma superfície de quase 400 ha. O projeto total foi estimado em US$ 15 bilhões após a conclusão. Outras ilhas ao largo da costa de Doha incluem a Ilha das Palmeiras, a Ilha de Shrao, a Ilha de Al Safia e a Ilha de Alia.

### Clima
Doha tem um clima desértico extremamente quente (classificação climática de Köppen-Geiger: BWh). O verão é muito longo, de maio a setembro, quando as altas temperaturas médias ultrapassam os 38 °C e geralmente se aproximam dos 45 °C. A umidade é geralmente a mais baixa em maio e junho. Os pontos de orvalho podem ultrapassar 30 °C no verão. Durante todo o verão, a cidade quase não tem precipitação e menos de 20 mm durante os outros meses. A precipitação é escassa, num total de 75 mm por ano, caindo em dias isolados principalmente entre outubro e março. Os invernos são amenos e a temperatura raramente cai abaixo de 7 °C.
| Dados climatológicos para Doha (1962–2013, extremos 1962–2013)              | Dados climatológicos para Doha (1962–2013, extremos 1962–2013) | Dados climatológicos para Doha (1962–2013, extremos 1962–2013) | Dados climatológicos para Doha (1962–2013, extremos 1962–2013) | Dados climatológicos para Doha (1962–2013, extremos 1962–2013) | Dados climatológicos para Doha (1962–2013, extremos 1962–2013) | Dados climatológicos para Doha (1962–2013, extremos 1962–2013) | Dados climatológicos para Doha (1962–2013, extremos 1962–2013) | Dados climatológicos para Doha (1962–2013, extremos 1962–2013) | Dados climatológicos para Doha (1962–2013, extremos 1962–2013) | Dados climatológicos para Doha (1962–2013, extremos 1962–2013) | Dados climatológicos para Doha (1962–2013, extremos 1962–2013) | Dados climatológicos para Doha (1962–2013, extremos 1962–2013) | Dados climatológicos para Doha (1962–2013, extremos 1962–2013) |
| Mês                                                                         | Jan                                                            | Fev                                                            | Mar                                                            | Abr                                                            | Mai                                                            | Jun                                                            | Jul                                                            | Ago                                                            | Set                                                            | Out                                                            | Nov                                                            | Dez                                                            | Ano                                                            |
| --------------------------------------------------------------------------- | -------------------------------------------------------------- | -------------------------------------------------------------- | -------------------------------------------------------------- | -------------------------------------------------------------- | -------------------------------------------------------------- | -------------------------------------------------------------- | -------------------------------------------------------------- | -------------------------------------------------------------- | -------------------------------------------------------------- | -------------------------------------------------------------- | -------------------------------------------------------------- | -------------------------------------------------------------- | -------------------------------------------------------------- |
| Temperatura máxima recorde (°C)                                             | 31,2                                                           | 36,0                                                           | 39,0                                                           | 46,0                                                           | 47,7                                                           | 49,0                                                           | 50,4                                                           | 48,3                                                           | 45,5                                                           | 43,4                                                           | 38,0                                                           | 32,7                                                           | 50,4                                                           |
| Temperatura máxima média (°C)                                               | 22,0                                                           | 23,4                                                           | 27,3                                                           | 32,5                                                           | 38,8                                                           | 41,6                                                           | 41,9                                                           | 40,9                                                           | 38,9                                                           | 35,4                                                           | 29,6                                                           | 24,4                                                           | 33,1                                                           |
| Temperatura média (°C)                                                      | 17,5                                                           | 18,5                                                           | 21,7                                                           | 26,4                                                           | 31,8                                                           | 34,5                                                           | 35,3                                                           | 34,8                                                           | 32,8                                                           | 29,5                                                           | 24,6                                                           | 19,6                                                           | 27,3                                                           |
| Temperatura mínima média (°C)                                               | 13,5                                                           | 14,4                                                           | 17,3                                                           | 21,4                                                           | 26,1                                                           | 28,5                                                           | 30,2                                                           | 30,0                                                           | 27,7                                                           | 24,6                                                           | 20,4                                                           | 15,6                                                           | 22,5                                                           |
| Temperatura mínima recorde (°C)                                             | 3,8                                                            | 5,0                                                            | 8,2                                                            | 10,5                                                           | 15,2                                                           | 21,0                                                           | 23,5                                                           | 22,4                                                           | 20,3                                                           | 16,6                                                           | 11,8                                                           | 6,4                                                            | 3,8                                                            |
| Precipitação (mm)                                                           | 13,2                                                           | 17,1                                                           | 16,1                                                           | 8,7                                                            | 3,6                                                            | 0,0                                                            | 0,0                                                            | 0,0                                                            | 0,0                                                            | 1,1                                                            | 3,3                                                            | 12,1                                                           | 75,2                                                           |
| Dias com precipitação                                                       | 1,7                                                            | 2,1                                                            | 1,8                                                            | 1,4                                                            | 0,2                                                            | 0,0                                                            | 0,0                                                            | 0,0                                                            | 0,0                                                            | 0,1                                                            | 0,2                                                            | 1,3                                                            | 8,8                                                            |
| Umidade relativa (%)                                                        | 71                                                             | 70                                                             | 63                                                             | 52                                                             | 44                                                             | 41                                                             | 49                                                             | 55                                                             | 62                                                             | 63                                                             | 66                                                             | 71                                                             | 59                                                             |
| Insolação (h)                                                               | 244,9                                                          | 224,0                                                          | 241,8                                                          | 273,0                                                          | 325,5                                                          | 342,0                                                          | 325,5                                                          | 328,6                                                          | 306,0                                                          | 303,8                                                          | 276,0                                                          | 241,8                                                          | 3 432,9                                                        |
| Fonte: NOAA                                                                 |                                                                |                                                                |                                                                |                                                                |                                                                |                                                                |                                                                |                                                                |                                                                |                                                                |                                                                |                                                                |                                                                |
| Fonte 2: Departamento Meteorológico do Catar (Normais climáticos 1962–2013) |                                                                |                                                                |                                                                |                                                                |                                                                |                                                                |                                                                |                                                                |                                                                |                                                                |                                                                |                                                                |                                                                |

## Demografia
Uma parcela significativa da população do Catar reside dentro dos limites de Doha e sua área metropolitana. O distrito com a maior densidade populacional é a área central de Al Najada, que também acomoda a maior população total do país. A densidade populacional na região da Grande Doha varia de 20 000 pessoas por km² a 25 pessoas por km².

### Etnias e línguas

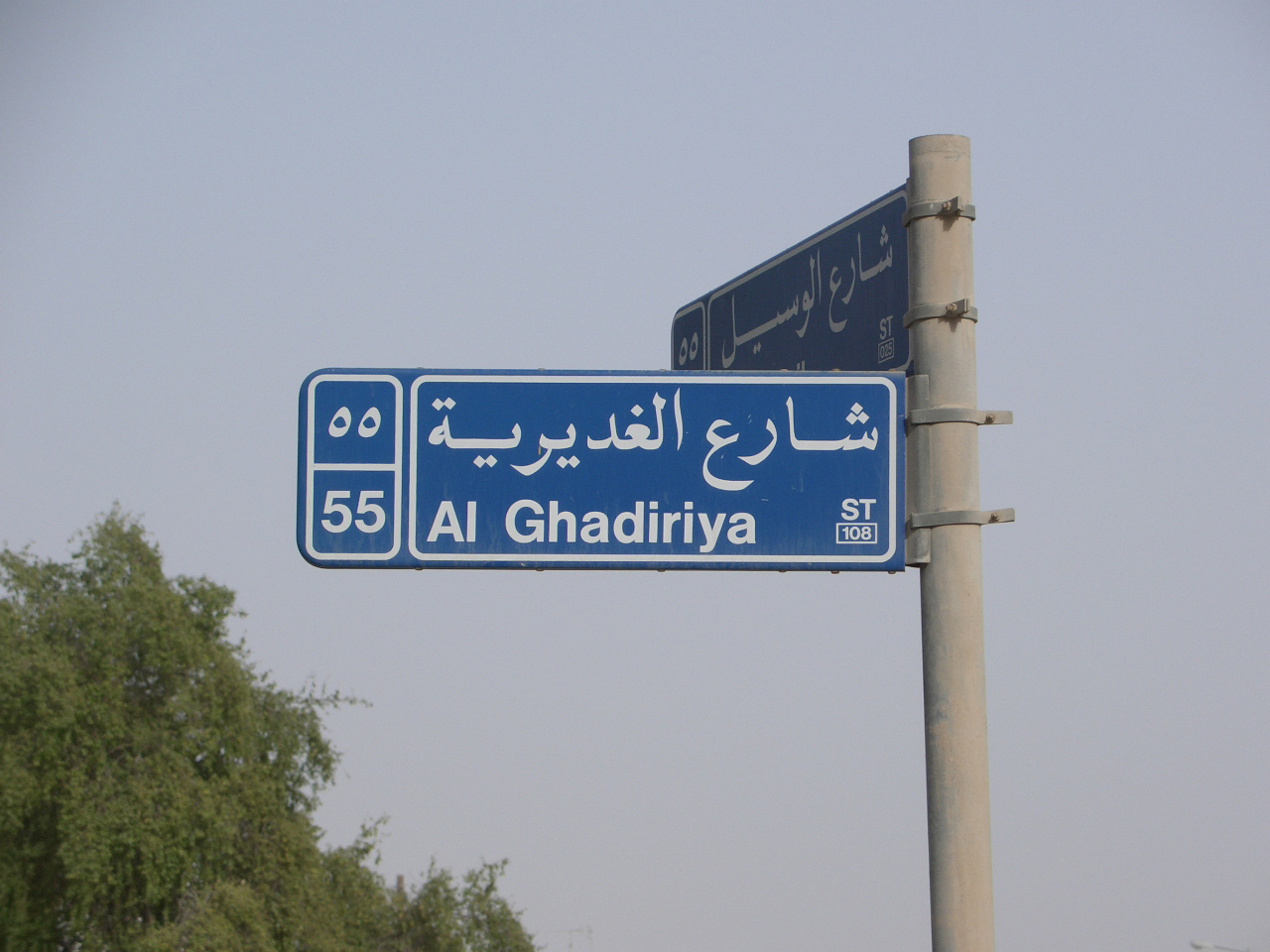
Um típico sinal de trânsito bilíngue em Doha.

A população de Doha é maioritariamente composta de expatriados, com cidadãos do Catar formando uma minoria. A maior parte dos expatriados no Catar é de países do Sudeste e Sul da Ásia, principalmente Índia, Paquistão, Seri Lanca, Nepal, Filipinas e Bangladexe, com um grande número de expatriados também provenientes dos países do Levante-Árabe, Norte da África e Leste da Ásia. Doha também é lar de um grande número de expatriados da Europa, América do Norte, África do Sul e Austrália.
O árabe é a língua oficial do Catar. Inglês é comumente usado como segunda língua e uma língua franca crescente, especialmente no comércio. Como há uma grande população expatriada em Doha, línguas como malaiala, tâmil, bengali, tagalo, castelhano, francês, urdu e hindi são amplamente faladas.

### Religião
A maioria dos residentes em Doha professa a religião islâmica. Os cristãos contabilizam 150 000 seguidores em Doha. Após os decretos do Emir para a distribuição de terras às igrejas, a primeira igreja católica, dedicada à Nossa Senhora do Rosário, foi aberta em Doha em março de 2008. A estrutura da igreja é discreta e os símbolos cristãos não são exibidos do lado de fora do prédio. Várias outras igrejas existem em Doha, incluindo a Igreja Ortodoxa Grega do Catar de St.Isaac e São Jorge, a Igreja Siro-Malabar, a Igreja Ortodoxa Malankara, a Igreja Mar Thoma (afiliada com os anglicanos, mas não faz parte da Comunhão), a Igreja CSI, Igreja Syro-Malankara e uma igreja Pentecostal. A maioria das mesquitas é Muwahhid ou orientada para os sunitas.

## Esporte

### Futebol
O futebol é o esporte mais popular em Doha. Há seis clubes esportivos de Doha com times de futebol competindo atualmente na Qatar Stars League, a principal liga de futebol do país. Eles são o Al Ahli, o Al Arabi, o Al Sadd, o Al-Duhail e o Qatar SC. Al Sadd, Al Arabi e Qatar SC são os três times mais bem sucedidos da história da liga. Outros times da cidade são/foram os Al-Markhiya Sports Club, El-Jaish Sports Club, Lekhwiya Sports Club e o Al-Sailiya Sports Club.[carece de fontes?]
Inúmeros torneios de futebol foram realizados em Doha. Os torneios mais prestigiados incluem as edições de 1988 e 2011 da Copa da Ásia e do Campeonato Mundial da Juventude da FIFA de 1995.
Em dezembro de 2010, o Catar ganhou o direito de sediar a Copa do Mundo de 2022. Três dos nove estádios recém-anunciados serão construídos em Doha, incluindo o Estádio da Cidade da Educação, o Estádio do Porto de Doha e o Estádio da Universidade do Catar. Além disso, o Estádio Internacional Khalifa está programado para sofrer uma expansão.

### Basquetebol
Doha foi a anfitriã do Campeonato Asiático de 2005 da FIBA, onde a seleção nacional de basquete do Catar terminou em 3º, seu melhor desempenho até o momento, e subsequentemente se classificou para o Campeonato Mundial de Basquetebol Masculino.
A maioria das equipes que compõem a Liga Oficial de Basquete do Catar tem sede em Doha.

### Voleibol
A capital do Catar, por quatro vezes, foi a anfitriã do Campeonato Mundial de Clubes de Voleibol Masculino e três vezes sede do Campeonato Mundial de Clubes de Voleibol Feminino, bem como, uma vez anfitrião do Campeonato Asiático de Voleibol Masculino.

### Outros eventos
Doha sediou a 3ª edição dos Jogos da Ásia Ocidental em dezembro de 2005, no ano seguinte, foi vez da cidade sediar os Jogos Asiáticos de 2006, tendo investido um total de US$ 2,8 bilhões para sua preparação. Esperava-se que Doha fosse sede dos Jogos Asiáticos em Recinto Coberto de 2011, mas o evento foi cancelado pelo Comité Olímpico do Catar.
A cidade apresentou uma proposta para as Olimpíadas de 2016. Em 4 de junho de 2008, a cidade foi eliminada da lista dos Jogos Olímpicos de 2016. Em 26 de agosto de 2011, foi confirmado que Doha iria concorrer aos Jogos Olímpicos de Verão de 2020. Doha, no entanto, não conseguiu se tornar uma Cidade Candidata para os Jogos de 2020.
O Grande Prêmio do Catar de Fórmula 1 e o Grande Prêmio do Catar de Motovelocidade é realizado anualmente no Circuito Internacional de Lusail, localizado fora dos limites da cidade. A cidade é também o local do Grande Prémio do Catar para o Campeonato do Mundo de F1 Motonáutica, organizando anualmente uma ronda na Baía de Doha. A partir de novembro de 2009, Doha recebeu a Copa Oryx, uma corrida de hidroaviões na temporada H1 Unlimited, as corridas acontecem na Baía de Doha.
Em abril de 2012, Doha recebeu o Campeonato Mundial de Natação em Piscina Curta de 2014 e o Campeonato Mundial de Squash de 2012.

## Geminação
Doha encontra-se geminada com as seguintes cidades:
- Tirana, Albânia (desde 2012)[52]
- Saraievo, Bósnia e Herzegovina (desde 2018)[53]
- Brasília, Brasil (desde 2014)[54]
- Sófia, Bulgária (desde 2012)[55]
- Astana, Cazaquistão (desde 2011)[56]
- Pequim, China (desde 2008)[57]
- San Salvador, El Salvador (desde 2018)[58]
- Los Angeles, Estados Unidos (desde 2016)[59]
- Miami, Estados Unidos (desde 2016)[60]
- Banjul, Gâmbia (desde 2011)[61]
- Tiblíssi, Geórgia (desde 2012)[62]
- Porto Luís, Maurícia (desde 2007)[63]
- Beit Sahour, Palestina (desde 2009)[64]
- Bisqueque, Quirguistão (desde 2018)[65]
- Mogadíscio, Somália (desde 2014)[66]
- Túnis, Tunísia (desde 1994)[67]
- Ancara, Turquia (desde 2016)[68]
- Libertador, Venezuela (desde 2015)[69]